# 維斯峰
46°26′33.1″N 7°57′06.2″E / 46.442528°N 7.951722°E
維斯峰（德語：Wysshorn）是瑞士瓦萊州的山峰，位於該國南部，屬於伯尔尼山的一部分，海拔高度3,546米，每年平均降雨量2,221毫米。